# Merag
Merag je naselje i trajektna luka na istoku otoka Cresa. Administrativno, naselje pripada gradu Cresu.

## Promet
Iz trajektne luke Merag plove trajekti Jadrolinije na Državnoj trajektnoj liniji broj 332: Merag - Valbiska (Krk). Putovanje u jednom smjeru traje 25 minuta. Iz luke vodi cesta prema gradu Cresu i prema trajektnoj luci Porozina na sjeveru otoka.

## Zemljopisni položaj
Nalazi se na istočnoj obali otoka. Najbliže naselje je grad Cres (3 km jugozapadno).

## Stanovništvo
Prema popisu iz 2001. godine, naselje ima 3 stanovnika. 
| broj stanovnika | 22    | 22    | 51    | 42    | 64    | 86    |       |       | 106   | 84    | 50    | 2     |       |       | 3     | 10    | 22    |
|                 | 1857. | 1869. | 1880. | 1890. | 1900. | 1910. | 1921. | 1931. | 1948. | 1953. | 1961. | 1971. | 1981. | 1991. | 2001. | 2011. | 2021. |

## Znamenitosti
Pored mjesta se nalazi Meraška jama, velika tektonska jama obrasla gustom lovorovom šumom.

## Galerija
- Pogled na Merag sa sjevera 15. ožujka 2009. godine.
- Trajekt Ilovik stiže u Merag
- Jadrolinijin trajekt Lubenice u Meragu

## Vanjske poveznice

### Sestrinski projekti
|  | Zajednički poslužitelj ima još gradiva o temi Merag |

### Mrežna sjedišta
- Grad Cres: Naselja na području grada Cresa